# 傅融 (南北朝)
傅融（？—450年），东清河郡贝丘县（今山东省淄博市临川区）人，刘宋官员。

## 生平
傅融的五世祖是傅伷，傅伷之子傅遘是石虎时期的太常。傅融南迁渡过黄河，在磐阳定居，受到乡亲的敬重，官至州主簿、治中、别驾。傅融性格豪爽，三个儿子傅灵庆、傅灵根、傅灵越都有才能和勇力。傅融以三个儿子而感到骄傲自负，认为足可为一时之雄。傅融曾经对人说：“我昨夜做梦，梦见一匹骏马，没人能够骑它，有人问：‘到哪找人乘骑这匹马？’有一人回答说：‘只有傅灵庆配骑这匹马。’又有一张弓，没人能拉得动，有一人说：‘只有傅灵根可以拉此弓。’又有几纸文书，别人都看不懂，有人说：‘只有傅灵越可以读懂这些文书。’”傅融的意思是他的三个儿子文武才干能驾驭当世。傅融经常秘密的对乡亲们说：“你们听说过吗，鬲虫之子有三灵，这是图谶中的文字。”好管闲事的人信以为真，所以豪杰勇士大多前来归附傅家。元嘉二十七年（450年），青冀二州刺史萧斌北伐北魏，萧斌派遣将军崔猛前往乐安进攻北魏青州刺史张淮之，参军傅融进攻碻磝，乐安水路不通，两人会师先攻克了碻磝，张淮之弃城逃走，宋军占领了乐安，又围困滑台，没能攻克。

## 家庭

### 兄弟
- 傅琰，刘宋青州治中

### 夫人
- 清河崔氏[1]

### 子女
- 傅灵庆，刘宋军主
- 傅灵根，北魏临齐副将
- 傅灵越，刘宋冠军将军、青兖二州刺史